# Meregg
Meregg är en bergstopp i Österrike.   Den ligger i distriktet Sankt Johann im Pongau och förbundslandet Salzburg, i den centrala delen av landet, 230 km sydväst om huvudstaden Wien. Toppen på Meregg är 1 843 meter över havet.
Terrängen runt Meregg är bergig åt nordost, men åt sydväst är den kuperad. Närmaste större samhälle är Schladming, 13,8 km nordost om Meregg. 
Trakten runt Meregg består i huvudsak av gräsmarker. Runt Meregg är det glesbefolkat, med 20 invånare per kvadratkilometer.